# Erythronium klamathense
Erythronium klamathense là một loài thực vật có hoa trong họ Liliaceae. Loài này được Applegate miêu tả khoa học đầu tiên năm 1930.
Đây là loài bản địa bắc California (các quận Shasta và Siskiyou) và nam Oregon (các quận Jackson, Josephine, Klamath, Douglas và Lane Counties), nơi chúng mọc trên các núi Klamath và các đỉnh cực nam của dãy núi Cascade.